# لولی بیتری
لولی بیتری (صربی‌کرواتی: Luljeta Bitri؛ زادهٔ ۲۷ ژوئن ۱۹۷۶) هنرپیشه اهل آلبانی است.
از فیلم‌ها یا برنامه‌های تلویزیونی که وی در آن نقش داشته است می‌توان به عفو عمومی اشاره کرد.